# Олексіюк Сергій Сергійович
Олексіюк Сергій Сергійович (19 квітня 1959, с. Оржів, Рівненський район, Рівненська область, нині Україна — 27 січня 2018, Рівне) — український політик, колишній народний депутат.

## Етапи біографії
- Освіта: Український інститут інженерів водного господарства (1981), інженер-гідротехнік.

- Березень 2006 — кандидат в народні депутати України від Українського народного блоку Костенка і Плюща, № 31 в списку.

- Народний депутат України 4-го скликання з квітня 2002 до квітня 2006 від Блоку Віктора Ющенка «Наша Україна», № 67 в списку. На час виборів: головний редактор газети «Волинь», член РУХу (УНР). Член фракції «Наша Україна» (травень 2002 — березень 2005), член фракції УНП (з березня 2005). Член Комітету з питань законодавчого забезпечення правоохоронної діяльності (з червня 2002).

- Березень 1998 — кандидат в народні депутати України, виборчий округ № 154, Рівненська область. З'явилось 83.4 %, за 20.2 %, 2 місце з 23 претендентів. На час виборів: головний редактор газети «Волинь», член НРУ.

- 1981-1982 — майстер ЖЕК № 2 Рівненського ЖЕУ.

- 1982-1985 — інженер Рівненської філія Інституту «Укрдіпроводгосп»; інженер Рівненського обласного відділу Інституту «Укржитлоремпроект».

- 1985-1989 — старший інженер Рівненського відділу комплексного проектування Інституту «Укркомунремдорпроект».

- З березня 1995 — головний редактор часопису «Волинь», місто Рівне.

- Член Руху (з 1989), голова управи Рівненської обласної організації НРУ (з квітня 1994), член Центрального проводу НРУ; голова Рівненської обласної організації РУХу (УНР), член Центрального проводу РУХу (УНР) (грудень 1999 — січень 2003); член Центрального проводу УНП (з січня 2003).

- Довірена особа кандидата на пост Президента України Віктора Ющенка в ТВО № 133 (2004-2005).

Тривалий час проживав у селі Підгайцях поблизу Луцька.

### Смерть
Помер 27 січня 2018 року в селі Підгайці поблизу Луцька в результаті серцевого нападу.